# Rainbow Gathering

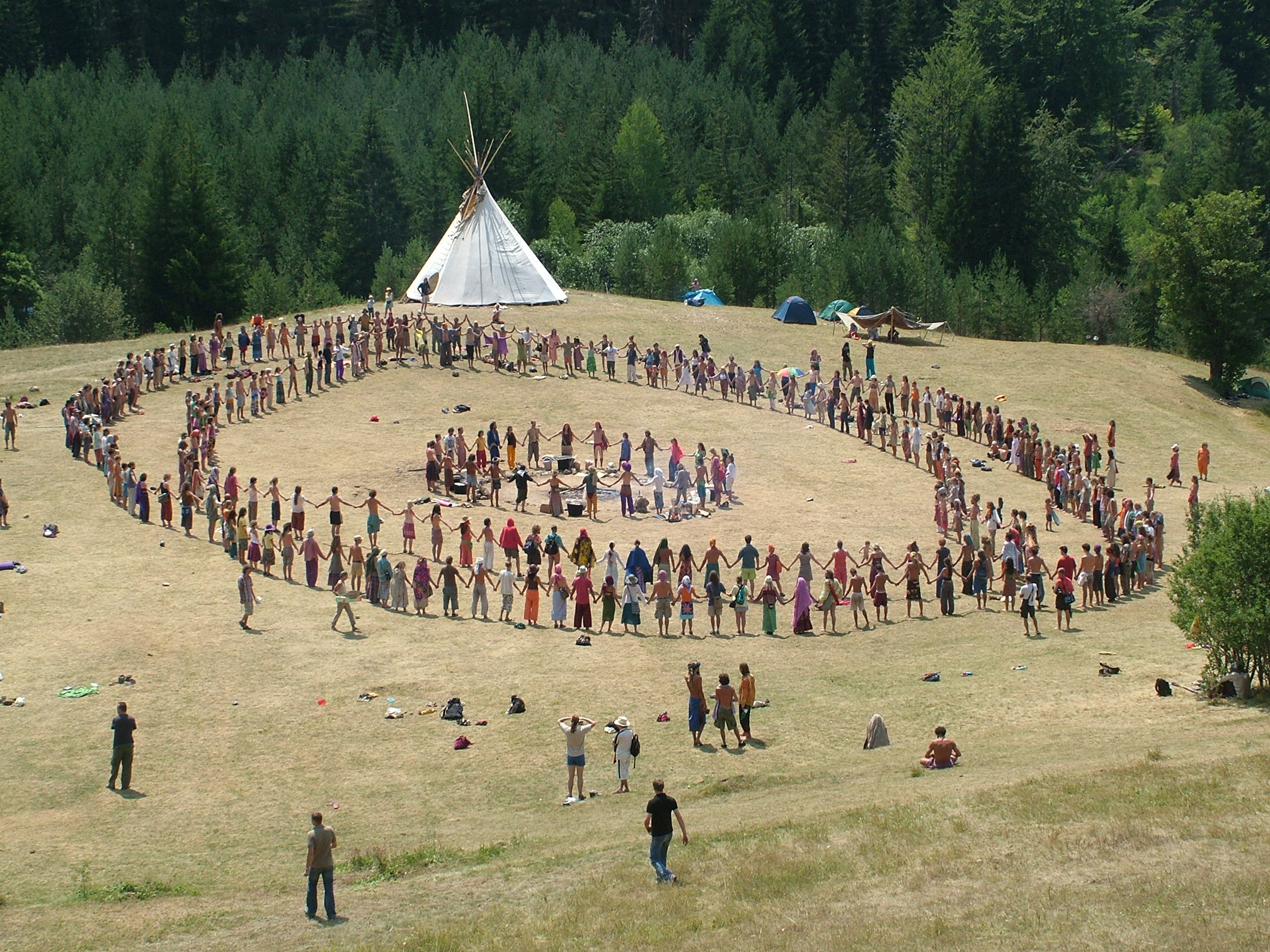
Rainbow-Gathering in Bosnien, 2007

Ein Rainbow Gathering (engl. „Regenbogen-Zusammenkunft“) ist ein Treffen der Rainbow Family of Living Light („Regenbogen-Familie“). Die Treffen finden in der Regel jährlich meist unter freiem Himmel in abgeschiedener Umgebung statt. Einen offiziellen Veranstalter gibt es nicht, sondern lediglich sogenannte „Scouts“, die einen passenden Platz suchen oder auswählen und Vocalizer, die Informationen zu Ort und Vorbereitung der Zusammenkunft verbreiten. Aufgrund fehlender Ansprechpartner für diese Veranstaltungen kam es beispielsweise in den USA bereits zu Konflikten mit den Behörden, da diese bei größeren Versammlungen einen Verantwortlichen als unumgänglich erachten.

## Geschichte

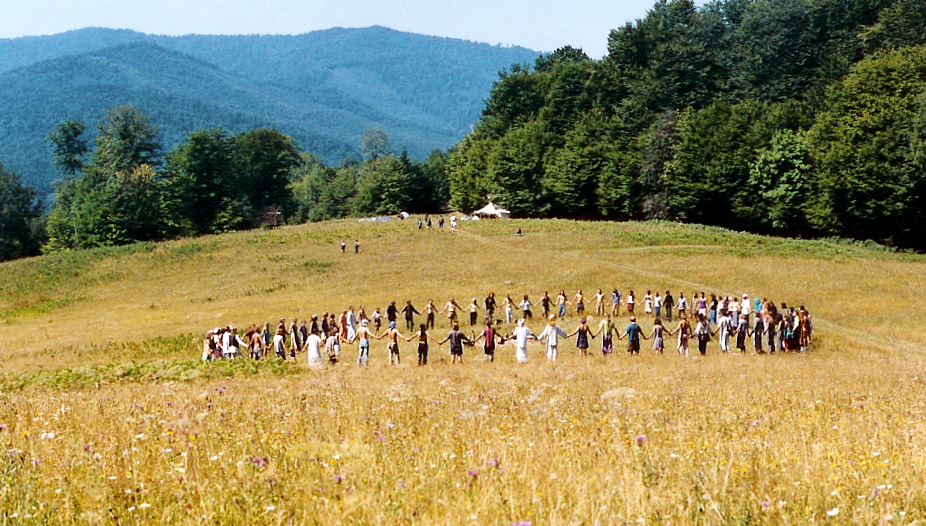
Foodcircle im Seed-Camp des Rainbow-Gatherings in Rumänien, 2000

Den Anstoß zu einem Rainbow Gathering gab das Vortex I Rockfestival von 1970 bei Estacada im Milo McIver State Park in Oregon, das von einer Gruppe von Anti-Vietnamkrieg-Aktivisten organisiert wurde, die sich selbst „The Family“ nannten. Das erste Rainbow Gathering fand 1972 im Roosevelt National Forest bei Granby in den Rocky Mountains in Colorado statt und wurde zu dieser Zeit von zwei Gruppen organisiert und durchgeführt. Die eine Gruppe bestand aus Anti-Vietnamkrieg-Aktivisten und die andere aus Kunsthandwerkern. Beide Gruppen waren bereits die Organisatoren des Vortex.  Die jährlichen Treffen werden seither in wechselnden Bundesstaaten und stets am 4. Juli, dem US-amerikanischen Nationalfeiertag, zelebriert. Sie können recht groß sein und ziehen bis zu 40.000 Menschen an.
Ausgehend von den USA verbreitete sich die Veranstaltung ab 1983 nach Europa, Asien, Südamerika und Australien. Die europäischen Gatherings haben ihren Ursprung in der Schweiz. Die Veranstalter organisierten ab 1977 verschiedene Festivals, die dem Rainbow Gathering in den USA sehr ähnlich waren, und beriefen schließlich 1983 das erste europäische Rainbow Gathering in den italienischen Alpen Nahe der Schweizer Grenze ein. Die in Europa jährlich stattfindenden Gatherings werden seitdem in verschiedenen europäischen Ländern abgehalten. Im Vergleich zu den US-Gatherings sind sie mit durchschnittlich 1500 Teilnehmern um das Vollmondfest relativ überschaubar; in Ungarn waren es während der totalen Sonnenfinsternis 1999 schätzungsweise 4000 Menschen. Oftmals finden sich auf den Treffen Gruppen von Menschen zusammen, die auch in der Zeit zwischen den großen Treffen kleinere lokale Rainbow-Gatherings oder auch „walkabouts“ (Rainbow-Wanderungen) organisieren.

### Treffen in Europa
Im Jahr 2009 fand das Gathering in der Ukraine statt und erlaubte es auch vielen Mitgliedern der russischen Rainbow Family ohne Einreiseschwierigkeiten teilzunehmen.
Das Gathering der Schweizer Rainbow Familie 2015 fand vom 14. August bis 13. September im Valle Onsernone statt.
Beim Europa-Gathering 2015 in Litauen wurde beschlossen, das Gathering 2016 in den Alpen durchzuführen. Dazu fanden sich am 2. August 450 Teilnehmer aus über 35 Nationen in der Kaiserau ein. Ohne Erlaubnis des Grundeigners Stift Admont lagerten sie auf der Alm in 1200 m Seehöhe und verstießen durch Campieren und Feuermachen im Wald gegen österreichisches Gesetz. Die Bezirkshauptmannschaft ordnete einen Polizeieinsatz an und 70 Polizisten setzten am 7. August 2016 den Abzug der Teilnehmer durch.
Das Treffen im Jahr 2024 war ab dem 4. August in Niedersachsen auf einer Wiese an der Kirchenruine Malliehagen nahe dem Uslarer Ortsteil Dinkelhausen geplant. Da Camping ohne Genehmigung im Landschaftsschutzgebiet Solling nicht zulässig ist, erließen die Behörden eine Allgemeinverfügung, wonach die etwa 800 angereisten Teilnehmer das Gelände verlassen mussten. Als sie in den Harz in ein 200 Hektar großes Landschaftsschutzgebiet an den Hahnebalzer Teichen bei Clausthal-Zellerfeld ausgewichen waren, erließen auch dort die Behörden ein Aufenthaltsverbot, unter anderem wegen Waldbrandgefahr und mangelnder Hygiene durch Notdurft in der Natur. Obwohl die Teilnehmer von Landkreismitarbeitern mit Unterstützung der niedersächsischen Bereitschaftspolizei und der Niedersächsischen Landesforsten zur Abreise aufgefordert und Zelte beschlagnahmt sowie Fahrzeuge abgeschleppt worden waren, verließ lediglich ein kleiner Teil von ihnen das Gebiet. Bei der Unterbindung eines geplanten Ritualfeuers in der Vollmondnacht kam es zu einem Angriff auf einen Polizeibeamten. Später duldete die Polizei ein Lagerfeuer. Eine großangelegte Räumung der Versammlung war aus Gründen der Verhältnismäßigkeit nicht vorgesehen, aber auch weil das Gebiet zu groß und unwegsam und die Kosten zu hoch gewesen wären. An dem Zeltlager im Harz, das bis Neumond am 3. September 2024 andauerte, nahmen bis zu 1500 Menschen aus 63 Nationen teil. Die Behörden ließen fast 100 Kraftfahrzeuge abschleppen, stellten 70 Zelte sicher und leiteten 110 Bußgeldverfahren mit Geldbußen zwischen 300 und 5000 Euro ein. Im Nachgang wurden die Kosten für Polizeieinsätze, an denen 730 Polizistinnen und Polizisten beteiligt waren, mit rund 358.000 Euro beziffert.

## Ideologie, Übereinkünfte und Traditionen
Die Rainbow Family bezieht sich auf soziale Wertvorstellungen wie Kollektivität, Pazifismus, Spiritualität, Basisdemokratie und Umweltschutz.

## Symbolik
Der Regenbogen steht symbolisch für die verschiedenen Strömungen, Farben und Stämme der menschlichen Kultur. Der Ursprungsmythos der Rainbows geht angeblich auf eine Legende des nordamerikanischen Hopi-Volkes zurück, die besagt, dass sich ein neuer Stamm aus Menschen aller Erdteile zusammenfinden wird, deren Farben so verschieden sind wie die des Regenbogens. Nach einer Epoche der Ausbeutung und des Krieges wird es dieser Stamm sein, so die Legende, der Mensch und Natur wieder versöhnt und die Erde heilt. Ein vom US-amerikanischen Autor Michael Niman interviewter Hopi-Elder hingegen hält den Zusammenhang zwischen seinem Volk und dem Rainbow-Mythos für unrichtig.

## Zwischenfälle
Vor allem in den USA gibt es bei den Gatherings oder im Zusammenhang mit ihnen immer wieder Gewaltverbrechen wie Morde, sexuelle Belästigungen und Körperverletzungen sowie Drogendelikte.
- Zwei Teilnehmerinnen des Gatherings 1980 wurden von Einheimischen erschossen. Der Mordfall wird in dem Dokumentarfilm The Rainbow Murders und in dem Buch The Third Rainbow Girl thematisiert.[19][20][21][22][23][24]
- Der für die Entführung und den Mord an Etan Patz verurteilte Täter wurde auch wegen sexueller Misshandlungen eines achtjährigen Jungen auf einem Gathering 1986 verurteilt.[25]
- Im Juli 2011 verschwand eine Frau beim nationalen Rainbow Gathering, Teile ihrer Leiche wurden im Oktober auf dem Gelände des Gatherings an ihrem Lagerplatz gefunden.[26][27][28][29] Im selben Jahr starben vier weitere Teilnehmer auf natürliche Weise, unter anderem durch Herzinfarkt und Ertrinken.[30][31][32][33]
- Im Jahr 2014 stach eine Teilnehmerin mehrfach auf einen Teilnehmer ein und verletzte einen weiteren.[34][35]
- Im Jahr 2015 wurde ein Teilnehmer von einem anderen Teilnehmer angeschossen und ein weiterer Teilnehmer erschossen. Der Angreifer wurde daraufhin von anderen Teilnehmern des Gatherings mit Schlägen und Messern attackiert. Danach wurde die Veranstaltung abgebrochen und das Gelände geräumt.[36][37][38][39][40][41]
- Im Juli 2018 erschlug einer der Teilnehmer eine sich von der Veranstaltung auf der Rückreise befindende Tramperin.[42][43]
- Im Februar 2021 wurde ein Teilnehmer beim Gathering erschossen.[44]

Aufgrund mangelnder Hygiene und nicht adäquater Entsorgung von Fäkalien kam es beispielsweise 1987 zum Ausbruch der Bakterienruhr, von der über die Hälfte der knapp 13.000 Teilnehmer betroffen war. Nach Ende der Veranstaltung führte die Abreise der infizierten Teilnehmer zu einer Verbreitung und Übertragung der Erreger in North Carolina und Ausbrüchen in drei weiteren Bundesstaaten. Einen ähnlichen Vorfall, mit geringeren Auswirkungen, gab es 2018 in Polen.
Im Jahr 2017 meldeten italienische, französische und deutsche Gesundheitsbehörden sowie eine Klinik für Infektionskrankheiten in Slowenien einen Ausbruch von Typhus im Zusammenhang mit einem Gathering im norditalienischen Tramonti di Sopra.
Während des Gatherings 2024 im Harz wurde am 21. August in die Feuerwehrtechnische Zentrale Goslar eingebrochen, wo sichergestellte Zelte der Teilnehmer lagerten. In einer Pressemitteilung teilte der Landkreis Goslar mit, dass Aufnahmen der Überwachungskamera einen Mann zeigen, der aufgrund seines Fahrzeuges und seines Aufzuges möglicherweise den Anhängern der Rainbow-Family zuzuordnen ist.

## Rezeption und Kritiken
In dem Buch People of the Rainbow: A Nomadic Utopia kritisieren verschiedene amerikanische Ureinwohner die Gatherings regelmäßig schon seit ihrer Entstehung in den frühen 1970er Jahren. Deren Teilnehmer seien beispielsweise „New Ager, die Indianer als romantisierte Gurus sehen und die nur existieren, um ihre Konsumbedürfnisse zu befriedigen“. Der Stammesrat des Pit River Tribe, bestehend aus den Achumawi und den Atsugewi, verurteilte 1984 die Durchführung eines Gatherings in ihren heiligen Bergen, da die Rainbow Family mit ihrer Anwesenheit und ihren geplanten Vorhaben eine „eklatante Respektlosigkeit ihnen gegenüber und ihren religiösen Bräuchen und heiligen Stätten“ zeigt. Sie erklärten ihren Widerstand gegen die Anwesenheit der Rainbow Family und ihrer Anhänger sowie Widerstand gegen die Nutzung der kulturell bedeutsamen religiösen und heiligen Stätten des Pit River Tribe.
Von einigen Vertretern der Lakota und Dakota wurde das Gathering 2015 in den Black Hills kritisiert. Lakota-Aktivisten errichteten ein Protestlager und forderten die Räumung des Rainbow-Camps, weil sie befürchten, dass mit dem Gathering ihre heiligste Stätte entweiht werde, eine trotz vorherigen Protesten vorsätzliche kulturelle Aneignung ihrer indigenen kulturellen Praktiken sowie ihrer heiligen Zeremonien stattfindet und weil gegen den Vertrag von Fort Laramie 1868 verstoßen wird.
Der Landkreis Göttingen und die Niedersächsischen Landesforsten verlautbarten nach dem Treffen 2024 im Harz, dass die Teilnehmer des Treffens zwar nirgendwo Plastikmüll oder ähnliches hinterließen, jedoch geschätzte 5 Tonnen Fäkalien vergraben und Essensreste nur oberflächlich abgedeckt wurden. Darüber hinaus wurden an vielen Stellen kleine bzw. junge Bäume gefällt, gesunde Äste von intakten Bäumen abgesägt, Moosflächen aufgebrochen und zerstört sowie Gräben ausgehoben um Wasser einer Quelle umzuleiten. Die Behörden ziehen als Fazit, dass das Camp nicht, wie zuvor von den Teilnehmern versprochen, in einem besseren Zustand hinterlassen wurde, als es vorher war.